# Periscyphis strouhali
Periscyphis strouhali is een pissebed uit de familie Eubelidae. De wetenschappelijke naam van de soort is voor het eerst geldig gepubliceerd in 1929 door Arcangeli.